# Махмут Мухіті
Махмут Мухіті (уйг. مەھمۇت مۇھىتى, трансліт. Mehmut Muhiti; кит.: 马木提·穆依提; піньїнь: Mǎmùtí Mùyītí; вайдґілес: Mamut'i Muit'i; 1887—1944), на прізвисько Шичжан (кит.: 师长; піньїнь: Shīcháng; вайдґілес: Shih-ch'ang) — уйгурський воїн із Сіньцзяну. Він був командиром повстанців на чолі з Ходжа Ніязом під час Кумульського повстання проти влади провінції Сіньцзян. Після того, як Ходжа-Ніяз і Шен Шицай, новопризначений правитель Сіньцзяна, уклали мир, у 1934 році Мухіті був ненадовго призначений Шеном військовим командувачем регіону Кашгар, але незабаром був понижений у посаді та призначений командиром 6-ї дивізії, що складається з тюркських мусульман і призначений заступником військового коменданта Кашгарської області. Мухіті виступав проти тісних зв'язків Шенга з Радянським Союзом, формуючи опозицію його режиму в Кашгарі. У 1937 році він організував ісламське повстання проти Шенга в і втік до Британської Індії. Згодом Мухіті був активним в окупованому Японією Китаї, безрезультатно співпрацюючи з Японією, щоб посилити співпрацю між Японією та мусульманами, помираючи в Пекіні.

## Тло
Мухіті народилася в 1887 році в заможній родині. Про його особисте життя відомо небагато. Він був третім сином у родині купців Турпанів. Британський консул К. К. Пекман описав його як «багатого, але інтригуючого та ненадійного колишнього купця з Турпана». Наступник Пекмана Томсон-Гловер сказав, що Мухіті «був простим і добрим чоловіком і ревним магометанином». Він керував бавовняним бізнесом із Радянським Союзом і довгий час був джадидистом. Його брат Махсут (1882—1933) був активістом джадидистів.

## Кумульське повстання
Наприкінці 1932 року Мухіті був одним із лідерів повстання в Турпані разом зі своїм старшим братом Махсутом проти влади провінції Сіньцзян. Група, яка ініціювала повстання в Турпані, була таємною організацією на чолі з братом Мухіті Махсутом, якого було вбито під час повстання (8 березня 1933 року в битві за Лукчун у повіті Пічан йому відрубали голову російські білогвардійці, мобілізовані в 1932 році в армію провінції Сіньцзян губернатором Цзінь Шуренем). Повстанці вели запеклу боротьбу, і до січня 1933 року більша частина міста була в руках повстанців.
Лідери місцевих повстань були номінально включені до 36-ї дивізії Національної революційної армії, регулярної китайської армії Ма Шиміном, заступником Ма Чжуніна. Між 1933 і 1934 роками Мухіті був головним військовим командувачем сил Ходжи Ніяза.
Радянський Союз вирішив надати допомогу уряду провінції Сіньцзян і відправив близько 2000 китайських солдатів, які були змушені японцями перетнути радянський кордон і інтерновані Радянським Союзом. Ці китайські солдати були відомі як Північно-східна армія національного порятунку. Їхній прихід у березні 1933 року до Сіньцзяна під командуванням Лю Піна збігся з розривом відносин між Ма Шиміном і тюркськими повстанцями в Турпані. Незабаром Шенг Шицай, начальник штабу прикордонної армії Сіньцзяну, відновив провінційну владу в Турпані.

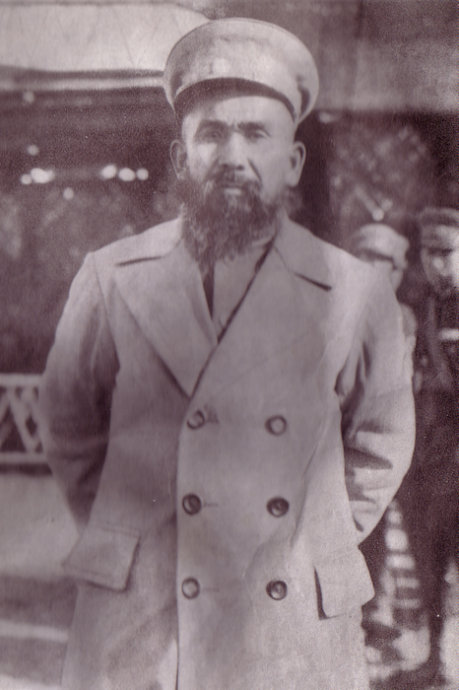
Ходжа-Ніяз

Група вцілілих з Турпана, включаючи Мухіті, перегрупувалася з Ходжа-Ніязом у Хамі. Користуючись нагодою під час перевороту в столиці провінції Урумчі проти губернатора Сіньцзяну Цзінь Шурена, в квітні Ходжа-Ніяз повів свої сили до Турпана. Вони проголосили себе Громадянською революційною армією Сіньцзяну та написали центральному уряду в Нанкіні, виправдовуючи свою відповідь на тиранію Цзіня. У той же час Ма Чжуньїн просувався зі сходу до Урумчі. Проте занепокоєння Ходжа-Ніяза щодо амбіцій Ма Чжуньїна посилилося конфліктами через зброю та боєприпаси. Це призвело до розбрату між двома мусульманськими лідерами.
Новопризначена адміністрація провінції, де-факто очолювана Дубаном або військовим губернатором Шенг Шицаєм, вступила в переговори з Ходжа-Ніязом. Раніше вони намагалися вбити клин між двома лідерами повстанців, запропонувавши Ма Чжуньїну військову перевагу над басейном Тарім. Ходжа-Ніязу було запропоновано розділити Сіньцзян на північ і південь, де Хамі і Турпан контролювали б мусульмани.
Тим часом у лютому 1933 року в Хотані спалахнуло повстання. До них приєдналися освічені турками націоналісти, які заснували Асоціацію незалежності. У листопаді 1933 року Асоціація незалежності проголосила Східно-Туркестанську республіку (СТР) з Сабітом Дамуллою як прем'єр-міністром і несподіваним призначенням Ходжа-Ніяза, теоретично пов'язаного з Урумчі, заочним президентом. Ходжа-Ніяз прийняв президентство. Однак незабаром після того, як він обійняв посаду, він зустрівся з радянськими чиновниками, які доручили йому довести свою надійність, залучивши антирадянського прем'єр-міністра СТР Дамуллу. Ходжа-Ніяз був зобов'язаний і віддав Дамуллу Радам, які його стратили.
У січні 1934 року Ма Чжуньїнь вдруге обложив Урумчі. Цього разу радянська влада надіслала військову допомогу Шену. З радянською допомогою Шен знову розгромив сили Ма Чжуньїна, які відступили на південь від Тянь-Шаню, в регіоні, контрольованому СТР. У лютому сили Ма Чжоньяна прибули до Кашгару, знищивши СТР. Після прибуття військ Ма Чжуньїна Ходжа-Ніяз утік і залишив Мухіті, свого другого командира, у Старому місті Кашгара. В Іркештамі Ходжа-Ніяз підписав угоду, яка скасувала СТР і підтримала режим Шенга. Він був призначений заступником голови Сіньцзяну. Мухіті підтримав угоду про припинення вогню між Ходжа-Ніязом і Шенгом, яка дозволила йому обіймати високу військову посаду після повстання.

## Сервіс в Кашгарі

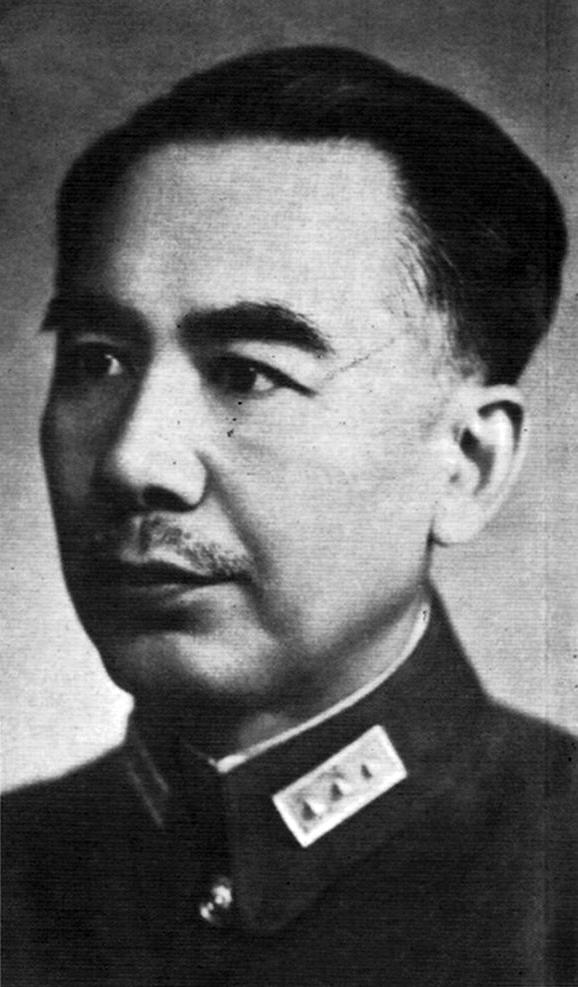
Лідер Сіньцзяну Шень Шицай

Через два тижні після від'їзду Ма Чжуньїна на радянську територію на початку липня 1934 р. 20 липня Кашгар був зайнятий підрозділом із 400 китайських солдатів під командуванням Кун Чен-хана. Його супроводжували 2000 уйгурів під командуванням Мухіті. Таким чином, майже через рік Кашгар потрапив під контроль влади провінції Сіньцзян. Після арешту або втечі представників влади СТР багато мусульман у регіоні шукали керівництва в Мухіті.
Щоб заспокоїти місцеве населення та дати собі додатковий час для консолідації своєї влади в північній і східній частині провінції, Шен призначив Мухіті загальним військовим командувачем регіону Кашгар. Мухіті сформував нову адміністрацію в Кашгарі, відому як Національна асамблея. Шен не був задоволений мусульманськими чиновниками в Кашгарі, тому через місяць він призначив свого співвітчизника, маньчжурця Лю Піна, на посаду командувача в Кашгарі. Мухіті був понижений у посаді та зберіг посаду командира дивізії. Він був наданий силою 2000 тюркських військ. Він став відомий як Махмут Шижанг, мандаринський термін для командира дивізії.
Китайські призначенці Шена ханьці взяли фактичний контроль над регіоном Кашгар, і першим серед них був Лю, китайський націоналіст і християнин. Лю мало що розумів про місцеву мусульманську культуру. Відразу після прибуття він наказав повісити в Кашгарській мечеті фотографію засновника Китайської Республіки Сунь Ятсена. Місцеве мусульманське населення було налякане подіями в Кашгарі і вважало, що «більшовики захопили країну і мають намір знищити релігію». Крім того, освітня реформа Шена, яка порушила деякі ісламські принципи, ще більше відчужила мусульманське населення.
Головним пріоритетом Мухіті було навчання в школі. Асоціація Уйгурського Просвітництва була створена під егідою Товариства сприяння освіті, організації, яка була відроджена під час СТР і продовжувала спадщину попередніх джадидистських товариств. Абдулкарім Хан Махдум, колишній міністр освіти СТР, продовжував відігравати важливу роль в освітній роботі Кашгарської адміністрації Мухіті. Уйгурська просвітницька асоціація почала свою роботу в квітні 1935 року і взяла на себе відповідальність за видавництво та навчання в Кашгарі, значно підвищивши доступність початкової школи. Щоб фінансувати цю роботу, асоціація взяла під свій контроль закят (ісламська благодійна організація) і вакф Кашгара, перенаправляючи багатство місцевих святинь на підручники та вчителів. Кадір Хаджі, начальник поліції в Старому місті Кашгара, був серед тих, хто сприяв освітньому поштовху Мухіті. Він зібрав кошти і заснував школу в Казиріку, своєму рідному селі.
Уйгурська Просвітницька Асоціація видала «Нове Життя», де опублікувала серію статей, присвячених значенню уйгурського етноніму для читачів. Діяльність Уйгурської просвітницької асоціації викликала підозру серед радянських чиновників, які стали стурбовані зростанням уйгурського націоналізму.
Тим часом вцілілі посадовці СТР почали збиратися в Кабулі, Афганістан, де вони лобіювали афганський уряд і деякі посольства, особливо японське, про підтримку. Посол Японії Кітада Масамото прийняв аудієнцію для цих антикомуністичних емігрантів. У середині 1935 року Кітаду відвідав Мухаммед Амін Бугра, колишній емір Хотану. Бугра представив послу детальний план створення Східно-Туркестанської республіки під японською опікою, яка в обмін на незалежність дасть Японії особливі економічні та політичні привілеї. Він запропонував Мухіті стати майбутнім лідером запропонованої маріонеткової держави.
Так Мухіті став осередком опозиції до уряду Шена. З середини 1936 року він і його прихильники почали пропагувати ідею створення «незалежної уйгурської держави». У цьому випадку його підтримали мусульманські релігійні лідери та впливові люди Сіньцзяну. Мухіті, вступивши в контакт з радянським консулом в Кашгарі Смирновим, навіть намагався отримати зброю з Радянського Союзу, але його звернення було відхилено. Потім, зв'язавшись з колишніми опонентами дунгана, на початку квітня 1937 року Мухіті зміг підняти повстання проти влади Сіньцзяна. Однак лише два полки 6-ї уйгурської дивізії, що стояла поблизу Кашгару, виступили на його захист, тоді як інші два полки заявили про свою лояльність уряду Шена.
У Кашгарі напруга була високою. Мухіті та його оточення все частіше вступали в конфлікти з прорадянськими елементами, серед яких був Кадір Хаджі. Сподвижник Ходжа-Ніяза Мансур Ефенді прибув до Кашгара в 1935 році, щоб захопити контроль над фінансами Асоціації уйгурського просвітництва. Він не зміг цього зробити, але домігся призначення китайського комуніста до редакції «Нового життя», нейтралізувавши її як антиурядовий орган. Каді Кашгару Абдулгафур Дамулла, який вважався наближеним до Кадіра Хаджі, був убитий у травні 1936 року. Радянський генеральний консул Гарегін Апресов відвідав Мухіті в Кашгарі і звинуватив його в пошуку японської підтримки.
На заклик радянської влади уряд Шена направив миротворчу місію до Кашгару для вирішення конфлікту. Переговори, однак, не відбулися. Радянська влада намагалася зв'язатися з Ма Хушанем, новим командиром 36-ї дунганської дивізії, через Ма Чжун'їна, щоб роззброїти повстанців Мухіті. Однак Мухіті разом із 17 своїми соратниками втік до Британської Індії після того, як у 1937 році Шен викликав його на Третій Конгрес народних представників.

## Життя в еміграції
2 квітня 1937 року Мухіті вирушив до Британської Індії, перетнувши Ладакх і минаючи Каракорумський перевал, піднявшись по річці Каракаш до Аксай Чин, а потім по дорозі через Чанг Ла прибув до Леха, де він опинився 27 квітня. Приблизно через чотири тижні він прибув до Срінагару. У січні 1938 року він здійснив паломництво до Мекки.
Після втечі Мухіті розпалася коаліція між Ходжа-Ніязом і Шеном. Нове повстання почалося в Кашгарі під проводом двох офіцерів Мухіті Кічіка Ахунда та 'Абд аль-Ніяса за підтримки дунганів з 36-ї дивізії, якою тепер командував Ма Хушань.

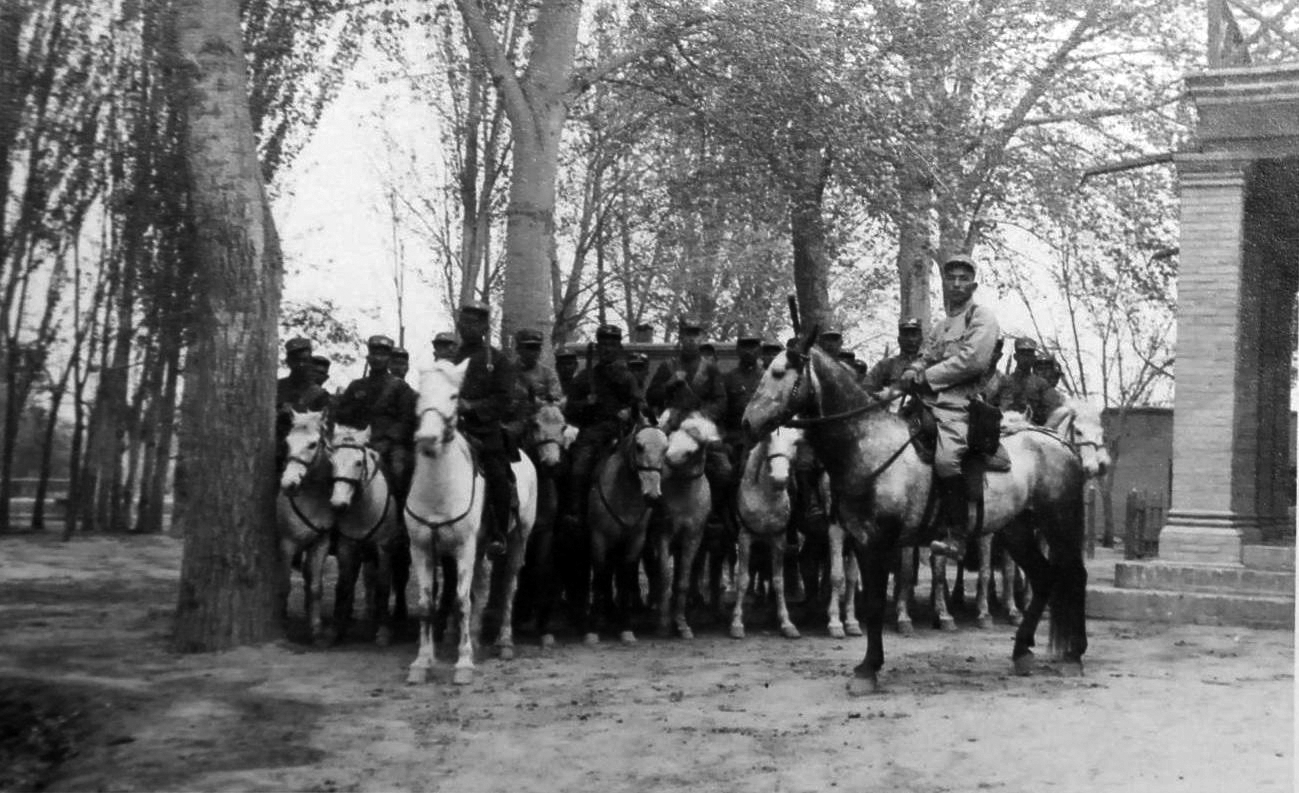
Абдул Ніяз зі своїми солдатами в Кашгарі під час повстання

Абдул Ніяз змінив Мухіті і був проголошений генералом. Ніяз взяв Яркенд і рушив до Кашгару, зрештою захопивши його. Ті, хто мав прорадянські нахили, були страчені, і таким чином було встановлено нову мусульманську адміністрацію. Одночасно повстання поширилося серед киргизів біля Кучі та Хамі. Після захоплення Кашгару сили Ніяза почали просуватися до Карашара, отримуючи по дорозі допомогу від місцевого населення.
Для спільної боротьби проти радянської влади та китайців Ніяз і Ма Хушань 15 травня підписали таємну угоду. Ма Хушань скористався нагодою і переїхав з Хотану, щоб захопити Кашгар від повстанців у червні, як було проголошено угодою. Проте 5000 радянських військ, включаючи повітряно-десантні та бронетехнічні засоби, на запрошення Шеня рушили до південного Сіньцзяну разом із силами Шена та дунганськими військами.
Тюркські повстанці зазнали поразки, а Кашгар було повернуто китайцями. Після поразки тюркських повстанців радянська влада також припинила утримання 36-ї дивізії. Адміністрація Ма Хушаня розпалася. До жовтня 1937 року, разом із крахом тюркського повстання та Тунганської сатрапії, мусульманський контроль над південною частиною провінції припинився. Незабаром після цього війська Юлбарс-хана в Хамі також зазнали поразки (після початку повстання 6-ї уйгурської дивізії в Кашгарі в квітні 1937 року повстанці звернулися до Юлбарс-хана з проханням перервати зв'язок між Сіньцзяном і Китаєм через Кумул або Хамі). Таким чином Шень вперше став правити цілою провінцією.
 
Після радянської інтервенції повстання було придушене. Ма Хушань також втік до Британської Індії після поразки повстання. Присутність Мухіті та Ма Хушаня в Британській Індії було витлумачено як доказ британського втручання в політику Сіньцзяну, що призвело до того, що китайці закрили два головних торгових офіси в Індії, у Гілгіті та Леху. Торговий офіс у Леху, який з роками втратив своє значення, залишався закритим, тоді як у Гілгіті незабаром знову був відкритий.
Після прибуття до Британської Індії Мухіті виїхав до Мекки, Саудівська Аравія, і, як повідомлялося, перебував у Японії в 1940 році, де заснував Товариство незалежності, метою якого було створення Східного Туркестану, проти Радянського Союзу та Китаю. На початку 1939 року Мухіті знову завоював довіру Японії для співпраці. Наступного року він поїхав до Китаю, завершивши тривале турне там у провінції Суйюань (теперішній автономний район Китаю Внутрішня Монголія) у жовтні 1940 року. Перебуваючи в Китаї, Мухіті сприяв панмусульманському руху під егідою Японсько-ісламського товариства, раніше створеного в Токіо. Метою товариства було культурне та економічне співробітництво між Японією та мусульманами. Мухіті планував заснувати Сіньцзян-Уйгурське товариство з центром у Токіо з філіями по всій Внутрішній Азії. Однак японська підтримка Мухіті була марною.
Мухіті помер в окупованому японцями Пекіні в 1944 році від крововиливу в мозок і похований на мусульманському кладовищі.

## Виноски
1. 1 2 3 4  Klimeš, 2015, с. 121.
2. 1 2 3 4 5 6  Brophy, 2016, с. 240.
3. 1 2 3 4 5 6  Forbes, 1986, с. 138.
4. ↑  Klimeš, 2015, с. 81.
5. 1 2  Dudoignon та Hisao, 2001, с. 138.
6. ↑  Dudoignon та Hisao, 2001, с. 139.
7. 1 2 3  Forbes, 1986, с. 247.
8. ↑  Forbes, 1986, с. 104.
9. ↑  Andrew D.W.Forbes Warlords and Muslims and Chinese Central Asia, Cambridge University Press, Cambridge, 1986, page 244
10. ↑  Brophy, 2016, с. 242.
11. ↑  Brophy, 2016, с. 242–243.
12. ↑  Brophy, 2016, с. 243–244.
13. ↑  Brophy, 2016, с. 244.
14. 1 2 3  Clarke, 2011, с. 32.
15. 1 2 3 4  Brophy, 2016, с. 254.
16. 1 2  Forbes, 1986, с. 126.
17. ↑  Forbes, 1986, с. 126–127.
18. ↑  Forbes, 1986, с. 137–138.
19. ↑  Forbes, 1986, с. 139.
20. 1 2  Brophy, 2016, с. 261.
21. 1 2 3  Brophy, 2016, с. 262.
22. ↑  Forbes, 1986, с. 140.
23. 1 2 3 4 5 6 7 8  Dickens, 1990, с. 17.
24. ↑  Gasanli, 2016, с. 74–75.
25. 1 2 3  Gasanli, 2016, с. 76.
26. ↑  Lamb, 1991, с. 66.
27. 1 2  Brophy, 2016, с. 262–263.
28. ↑  Forbes, 1986, с. 141.
29. 1 2 3  Gasanli, 2016, с. 77.
30. ↑  Gasanli, 2016, с. 72.
31. ↑  Brophy, 2016, с. 263.
32. ↑  Lamb, 1991, с. 66–67.
33. ↑  Lamb, 1991, с. 67.
34. 1 2  Tuncer, 2019, с. 130.
35. ↑  Whiting та Sheng, 1958, с. 64.

### Книги
- Clarke, Michael E. (2011). Xinjiang and China's Rise in Central Asia - A History. Abingdon-on-Thames: Taylor & Francis. ISBN 9781136827068.
- Dudoignon, Stéphane A.; Hisao, Komatsu (2001). Islam in Politics in Russia and Central Asia: (early Eighteenth to Late Twentieth Centuries). Abingdon-on-Thames: Kegan Paul. ISBN 9780710307675.
- Forbes, Andrew D. W. (1986). Warriorsand Muslims in Chinese Central Asia: A Political History of Republican Sinkiang 1911-1949. Cambridge, England: Cambridge University Press. ISBN 9780521255141.
- Gasanli, Jamil (2016). Синьцзян в орбите советской политики: Сталин и муслиманское движение в Восточном Туркестане 1931-1949 [Xinjiang in the orbit of Soviet politics: Stalin and the Muslim movement in East Turkestan 1931-1949] (in Russian). Moscow: Флинта. ISBN 9785976523791.
- Klimeš, Ondřej (2015). Struggle by the Pen: The Uyghur Discourse of Nation and National Interest, c.1900-1949. Leiden: Brill. ISBN 9789004288096.
- Lamb, Alastair (1991). Kashmir: A Disputed Legacy, 1846-1990. Oxford, England: Oxford University Press. ISBN 9780195774238.
- Whiting, Allen Suess; Sheng, Shicai (1958). Sinkiang: pawn or pivot?. East Lansing, MI: Michigan State University Press.

### Журнали
- Tuncer, Tekin (2019). "Hamidullah Muhammed Tarım'ın "Türkistan Tarihi-Türkistan 1931-1937 İnkılâp Tarihi" Adlı Eserinde Mehmet Emin Buğra". SUTAD (45): 127–141.

### Веб-сайти
- Dickens, Mark (1990). The Soviets in Xinjiang 1911-1949 (PDF). Oxus Communications. Архів оригіналу (PDF) за 9 грудня 2017. Процитовано 2 жовтня 2018.